# Piel de verano
Piel de verano é um filme de drama argentino de 1961 dirigido por Leopoldo Torre Nilsson. Foi selecionado como representante da Argentina à edição do Oscar 1962, organizada pela Academia de Artes e Ciências Cinematográficas.

## Elenco
- Alfredo Alcón - Martín
- Graciela Borges - Marcela
- Franca Boni - Jou-Jou
- Pedro Laxalt - Alberto
- Juan Jones - Marcos
- Luciana Possamay - Adela